# Bas-Uele
Bas-Uele  (fransk for Nedre Uele) er en provins i Den Demokratiske Republik Congo. Den er en af de 21 provinser, der blev oprettet ved opdelingen i  2015. Provinserne  Bas-Uélé, Haut-Uele, Ituri, og Tshopo blev resultatet af opdelingen af den tidligere provins Orientale.  Bas-Uélé blev dannet af distriktet Bas-Uele (distrikt) hvis by Buta blev hovedstad i den nye provins.

## Inddeling
Bas-Uélé ligger i det nordøstlige DRC ved floden Uélé.
Provinsen omfatter følgende territorier:
- Aketi
- Ango
- Bambesa
- Bondo
- Buta
- Poko

## Indbyggere
De fleste af indbyggerne i Bas-Uélé-provinsen, der i 2007 havde  en befolkning på 900.000, er af Azandéfolket (en). Der er andre folkeslag som Boa, Bakere, Balele, Bakango, Babenza osv., som også er til stede i denne provins.
De lever hovedsageligt gennem subsistenslandbrug og jagt, med en vis handel ved floden.